# Fezzan

Fezzan elhelyezkedése Líbia területén belül

Fezzan (berberül: ⴼⴻⵣⵣⴰⵏ, arabul: فزان Fizzān, törökül: Fizan, latinul: Phasania) vagy Phazania terület a modern Líbia délnyugati régiójában. Nagyrészt sivatag, de találhatóak hegyvidékek, felvidékek és északon száraz folyóvölgyek (vádik), ahol oázisok tették lehetővé ősi városok és falvak túlélését mélyen az egyébként barátságtalan Szaharában. A kifejezést eredetileg az afrikai proconsulátus tengerparti sávja mögött fekvő területekre használták, beleértve Nafusát és a mai Líbia nyugati részének kiterjesztését Ouarglán és Illizin túlra. Mivel ezek a berber területek összekapcsolódtak a Tripoli, Cirta vagy Algír regióval, ezért a nevet fokozatosan elkezdték használni a Tripolitaniától délre fekvő területekre.

## Nevének jelentése
Neve berber nyelven durva sziklákat jelent. A Fezzan név származhat a régió latin Phasania vagy Phazania nevéből, ami „a fácánok országa”-t jelenti, vagy kapcsolódhat a bibliai Phuti névhez is.

## Földrajza
Fezzant vádik, víz nélküli folyók szelik át: északon az Ash-Shati Valley (Wadi Al Shatii), nyugaton a Wadi Irawan. Ez a két terület a Tibeszti-hegység néhány csádi határt átlépő részével, távoli oázisokkal és határállomásokkal, az egyetlen része Fezzannak, amely képes állandó népességet eltartani. A nagy dűnetengerek, Idehan Ubari és Idehan Murzuq homokbuckás területei nagy részben lefedik Fezzan maradék területét.
Az éghajlat nyáron rendkívül meleg, télen azonban hideg; bár a hó ismeretlen, a vizeket nem ritkán borítja vékony jégréteg. Az eső igen ritka, de a szélviharok, amelyek a homokot felkavarják, gyakoriak. A földet sok helyen vöröses homok takarja, amely általában száraz, de a vádikban s egyéb helyeken egy-két méternyi mélységben elég vizet lehet találni arra, hogy a környéket öntözni lehessen. Ilyen helyeken a surghum, a köles, a rozs, de főképpen a datolya a legfontosabb termékek. Nagyobb állatokat főképpen az es-Siati vádiban tenyésztenek, legelterjedtebb háziállat a teve, a kecske és a kövér farkú juh; a ló és szamár ritka és drága. Vadon elő állatfajok a strucc, a gazella, muflon, hiéna, sakál és a róka.

## Történelem
A római történetírók Afrika e részéről alig tesznek említést, annyit mégis tudunk, hogy a római seregek győzelmesen haladtak Fezzanban is, különösen Cornelius Balbus a Kr. e. XIX. században (?). Tanúságot tesznek erről azok a romok is, amelyek Fezzanban máig is láthatók és amelyek közt a legjelentékenyebbek az egykori fővárosnak, Garamának romjai; ezek helyét ma Dserma-el-Kedima-nak hivják. Az i. e. 5. századtól az 5. századig, Fezzan adott otthont a Garám birodalomnak, amely a transz-szaharai kereskedelem útvonalakat üzemeltette Karthágó és a Római Birodalom, valamint Észak-Afrika és Sahelian államai között Nyugat- és Közép-Afrikában. A Római Birodalom idejének végén Fezzan kezdte elveszíteni jelentőségét. A korai középkorban a lakosság száma jelentősen csökkent a Szahara elsivatagosodási folyamatának gyorsulása miatt. Az arabok 667-ben foglalták el Fezzant, Tripolisz török kormányzóság lett. A 13. és a 14. században Fezzan a Kanem Birodalom része lett. 1841-ben Bakir bej Fezzant Tripolisznak vetette alá.
1911 elején Fezzan Olaszország megszállása alá került. 1943. január 16-án a szabad francia csapatok foglalták el Fezzan fővárosát Murzukot, a francia katonai ellenőrzés 1951-ben szűnt meg, ekkor egész Fezzan a Líbiai Királyság része lett.
Fezzan volt az erődje a líbiai vezetőnek, Moammer Kadhafinak a líbiai polgárháború idején.
Fezzan tartomány volt az oszmán törökök és Olaszország idején, valamint tartomány (Wilayah) vagy kormányzóság (muhafazah) volt a független Líbia idején 1963-ig. Líbia új közigazgatási felosztásakor 1963-ban, Fezzant eltörölték mint önálló közigazgatási egységet, és felosztották Awbari és Szabhá között. 1983-ban, ez a közigazgatási felosztás megszűnt a baladiyahok, kisebb kerületek felállítása miatt. 1987-ben a Baladiyat-rendszert átszervezték, 1995-ben ezt felváltotta a Sha'biyat-rendszer.
Az egykori Fezzan tartomány magában foglalja Wadi al Shatii, Wadi al Hayaa, Jufra, Ghadames, Murzuq, Szabhá kerületeket (Sha'biyatokat). Történelmi fővárosa, legnagyobb városa, politikai és közigazgatási központja Szabhá.

## Népesség
A régió lakosai a Dawada, és a nomád tuaregek a délnyugati, valamint a tubuk a délkeleti országrészben. Ezek állattenyésztő populációk gyakran szabadon átlépik Algéria, Csád és Niger határait. Az északi részen pedig az arab, berber és a betelepedett tuareg és tubu lakosság keveredett össze. Az északi és nyugati nagyvárosokban, mint Szabhá a túlélést a felszínközeli víz, a vádik jelenti. Az északkeleti területet a Haruj uralja, mely egy nagy és lakatlan vulkáni mező.
| Év   | Népesség | Hány százaléka Líbia népességének |
| ---- | -------- | --------------------------------- |
| 1954 | 59,315   | 5.4                               |
| 1964 | 79,326   | 5.1                               |
| 1973 | 128,012  | 5.7                               |
| 1984 | 213,915  | 5.9                               |
| 1995 | 352,276  | 7.3                               |
| 2006 | 442,090  | 7.8                               |

Forrás: Az 1964-es, 1973-as, 1995-ös, 2006-os népszámlálás hivatalos közleményei.

## Fordítás
- Ez a szócikk részben vagy egészben  a   Fessan című német Wikipédia-szócikk fordításán alapul.  Az eredeti cikk szerkesztőit annak laptörténete sorolja fel. Ez a jelzés csupán a megfogalmazás eredetét és a szerzői jogokat jelzi, nem szolgál a cikkben szereplő információk forrásmegjelöléseként.
- Ez a szócikk részben vagy egészben  a   Fezzan című angol Wikipédia-szócikk fordításán alapul.  Az eredeti cikk szerkesztőit annak laptörténete sorolja fel. Ez a jelzés csupán a megfogalmazás eredetét és a szerzői jogokat jelzi, nem szolgál a cikkben szereplő információk forrásmegjelöléseként.